# 松本平太郎美容室
松本平太郎美容室（まつもとへいたろうびようしつ）は、東京都武蔵野市に本部を置く有限会社マツモトが首都圏で展開している美容室チェーン。
2018年8月の時点では、銀座周辺の5店舗、吉祥寺周辺に3店舗など、東京都、埼玉県、千葉県、茨城県に合わせて18店舗を構えている。

## 沿革
創業者の松本平太郎は、1966年に美容室の経営を始め、1978年6月に有限会社マツモトを設立して会社組織とした。
1983年ころから、業界ではいち早く週休二日制を導入した。1990年には、折からの美容師不足に対処するため、賃金や福利厚生の改善を進め、これにともない料金も引き上げた。また、1990年代から、シングルマザーの美容師の雇用や、出産・育児のために退職した元社員の再雇用などをおこない、以降積極的に同様の採用方針をとった。働いている美容師の中には出産経験者も多く、また60代のスタッフもいる。
松本平太郎の長男、松本俊一は、大学在学中からアルバイトとしてマツモトの経理を担当し、卒業後はそのまま入社、労務管理など経営全般に携わり、会長に退いた父に代わり代表取締役社長となった。

## 店舗
経営する店舗の数は変動しており、例えばバブル期の1989年には全25店舗を展開していた。

### 2018年8月時点の店舗の所在地と名称
- 中央区銀座：銀座本店、銀座 PART II、銀座 PART III、銀座 PART IV、銀座 PART V
- 港区南青山：青山店
- 港区白金台：白金台店
- 世田谷区北沢：下北沢店
- 武蔵野市吉祥寺本町：吉祥寺本店、吉祥寺 PART III、吉祥寺 PART V
- 国立市中：国立店
- 立川市曙町：立川店
- 八王子市横山町：八王子店
- さいたま市大宮区：大宮店
- 川越市新富町：川越店
- 浦安市北栄：浦安店
- 土浦市桜町：土浦 PART I